# Maryport
Maryport est une ville dans le Cumbria en Angleterre, située à 41,4 kilomètres de Carlisle. Sa population est de 9 639 habitants (2001).

## Personnalités liées à la ville
- Douglas Clark (1891-1951), joueur de rugby à XIII anglais évoluant au poste d'avant dans les années 1900, 1910 et 1920, y est né.
- Thomas Henry Ismay (1837-1899), fondateur de l'Oceanic Steam Navigation Company, plus généralement appelée White Star Line, y est né.
- Glenn Murray (1983-), footballeur, y est né.